# الفرشة (البيضاء)
الفرشة هي قرية يمنية تقع في مديرية مرخة العليا محافظة البيضاء سابقا وحاليا تابعة لمحافظة شبوة.